# Rarities 1971-2003
Rarities 1971-2003 è un album del gruppo musicale britannico The Rolling Stones, pubblicato sul finire del 2005, che raccoglie alcune rarità della band, quali B-sides, live e tracce inedite.

## Tracce
1. Fancy Man Blues – 4:48
2. Tumbling Dice (Live) – 4:02
3. Wild Horses (Live Stripped Version) – 5:10
4. Beast of Burden (Live) – 5:04
5. Anyway You Look at It – 4:20
6. If I Was a Dancer (Dance Pt. 2) – 5:50
7. Miss You (Dance Version) – 7:32
8. Wish I'd Never Met You – 4:39
9. I Just Wanna Make Love to You (Live) – 3:55
10. Mixed Emotions (12" Version) – 6:12
11. Through the Lonely Nights – 4:12
12. Live with Me (Live) – 3:47
13. Let It Rock (Live) – 2:46
14. Harlem Shuffle (NY Mix) – 5:48
15. Mannish Boy (Live) – 4:28
16. Thru and Thru (Live) – 6:39